# Дом Орлова (Вологда)
Дом Орлова (дом актёра) — жилой двухэтажный особняк, построенный во второй половине XIX века по улице Ленинградская, в городе Вологде, Вологодской области. Памятник истории и культуры регионального значения. В настоящее время в доме разместился и работает общественная организация «Дом актёра».

## История
По определению исследователей архитектуры, большой деревянный особняк, который разместился в исторической части города Вологды, был построен в стиле классицизм во второй половине XIX века и известен как «Дом А. Ф. Орлова». В 1876 году собственником здания являлся Александр Фёдорович Орлов. Специалисты не смогли точно определить был ли этот человек первым хозяином дома, однако название строение получило по его фамилии.

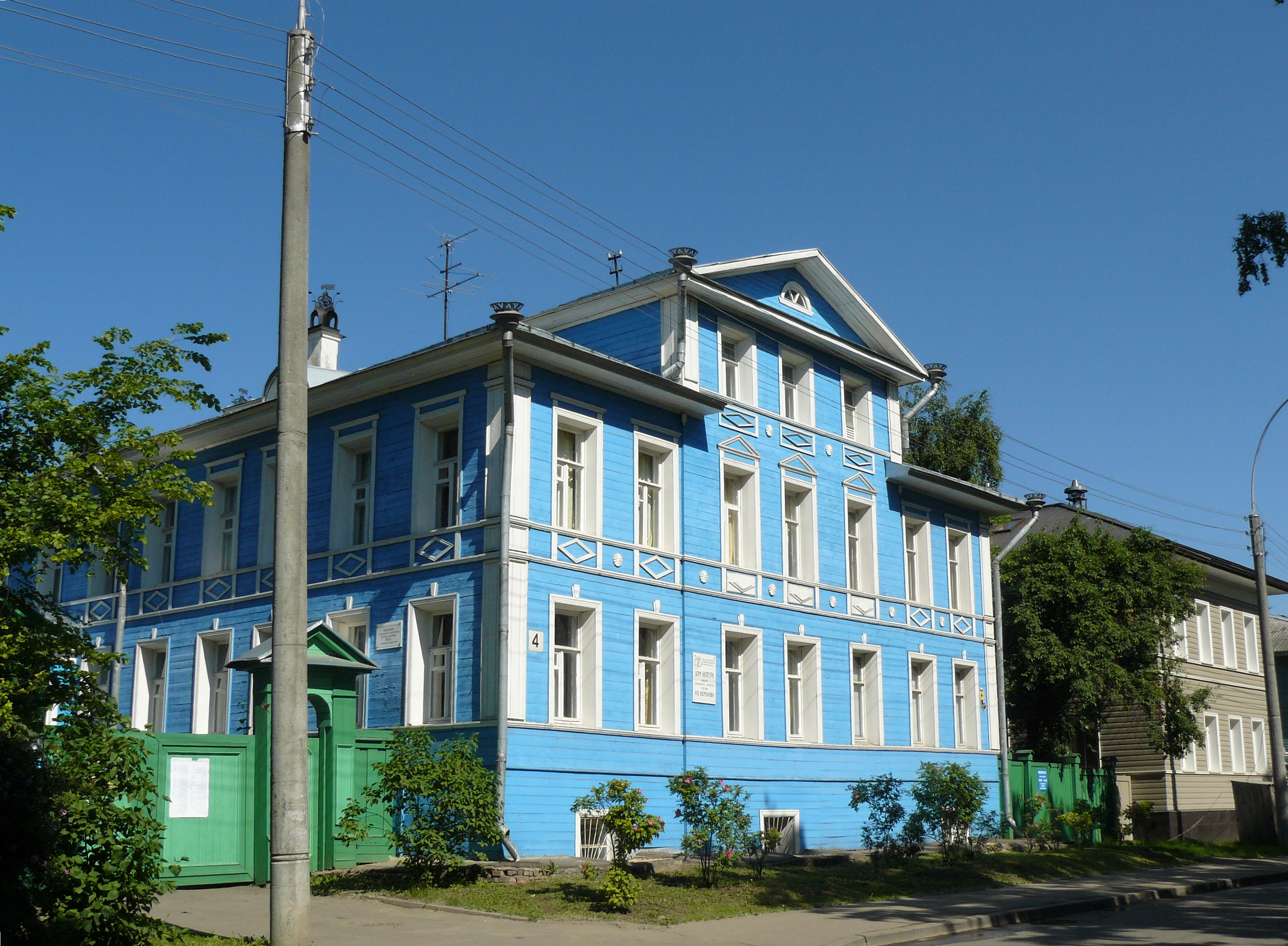
Дом актёра

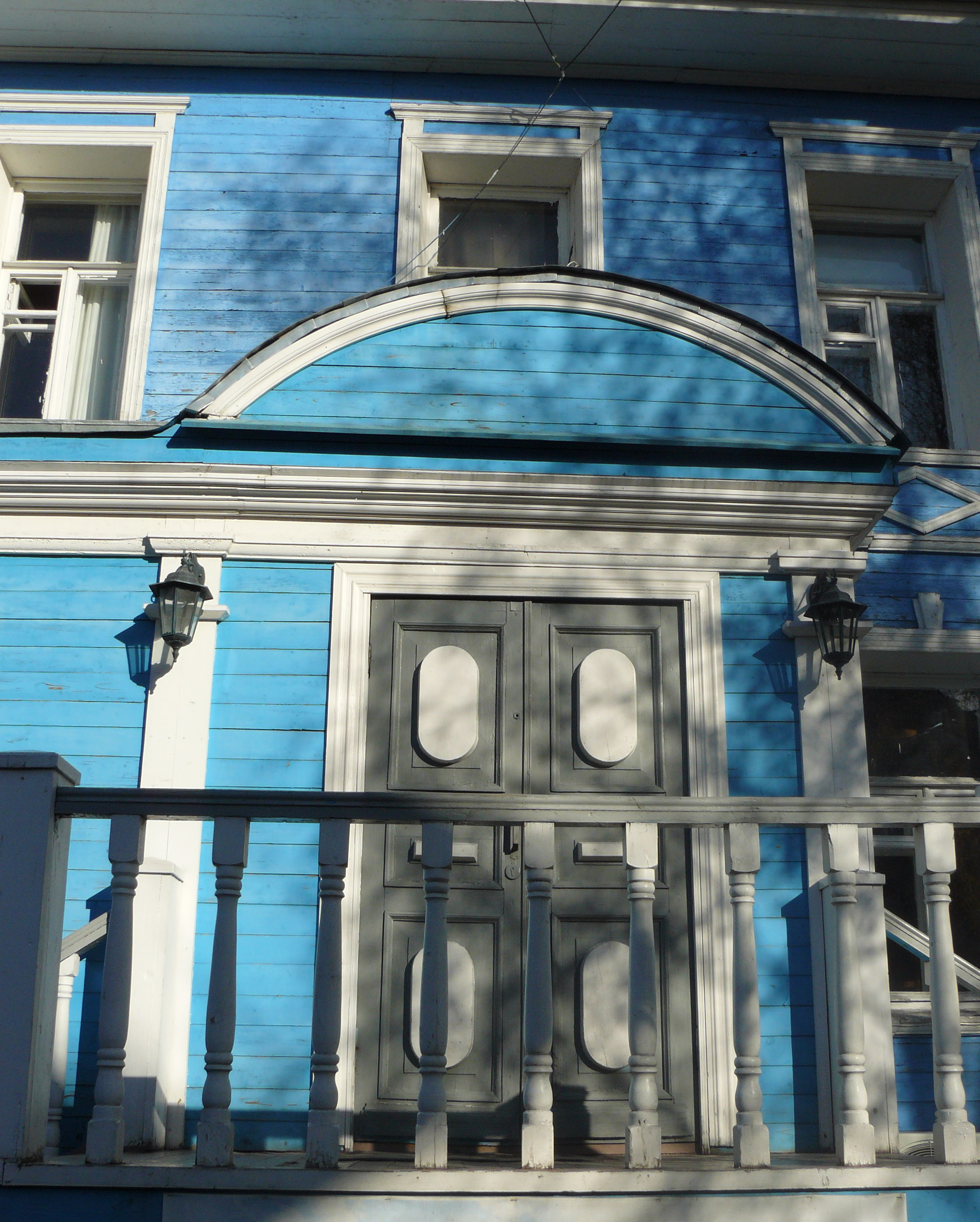
Вход в особняк

Дом обращён к Кремлёвскому саду.

## Архитектура
Жилой дом Орлова представляет собой по архитектурному плану большое прямоугольное деревянное двухэтажное здание, в котором имеется полуподвал и мезонин в три окна. Строение выкрашено в небесно-голубой цвет. Простота и строгость фасада выделяет его среди домов деревянного зодчества города Вологды. Украшением дома несомненно являются деревянные сандрики над окнами второго этажа и междуэтажный пояс с ромбами. Треугольный фронтон с полуциркульным окном венчает мезонин особняка и разрывает линию карниза. Так называемые лопатки подчёркивают углы основного объёма здания и мезонина.
В мезонине дома можно увидеть круглую изразцовую печь. У этого строения, в отличие от других подобных вологодских домов, нет «кружевного» декора.

## Дом актёра
В настоящее время в особняке располагается вологодский Дом актёра А. В. Семёнова. Это один из признанных культурных центров города. В историческом здании постоянно ставятся спектакли, организуются литературные и музыкальные постановки.
Для любителя театра и кино — это место является культовым, так как здесь можно не только увидеть что-то необычное, но и просто пообщаться с любимыми актёрами в камерной обстановке. Здесь есть свои традиции, например, ежегодный субботник, на который съезжается актёрская братия, чтобы облагородить дворик и прибраться в самом здании.